# Parafia Narodzenia św. Jana Chrzciciela w Redle
Parafia pw. Narodzenia św. Jana Chrzciciela w Redle – parafia należąca do dekanatu Połczyn-Zdrój, diecezji koszalińsko-kołobrzeskiej, metropolii szczecińsko-kamieńskiej. Została utworzona 25 stycznia 1974 roku. Siedziba parafii mieści się pod numerem 19.

## Miejsca święte

### Kościół parafialny
Kościół pw. Narodzenia św. Jana Chrzciciela w Redle
Kościół parafialny został zbudowany w 1859 roku, poświęcony w 1946 roku.

### Kościoły filialne i kaplice
- Kościół pw. Najświętszego Serca Pana Jezusa w Łęgach
- Kościół pw. św. Józefa Rzemieślnika w Suchej